# Liste des territoires de la ville et république de Berne
 (août 2015).
La liste représente les territoires de la ville et république de Berne jusqu'en 1798.

## Territoiresimmédiats[Quoi ?]
| Bailliage                                | Bailli             | Bailliage érigé/bernois depuis | Image | Siège                        | Classe |
| ---------------------------------------- | ------------------ | ------------------------------ | ----- | ---------------------------- | ------ |
| Thoune                                   | Avoyer             | 1384                           |       | Château de Thoune            | II     |
| Zofingue (Ville municipale)              | Avoyer             | 1415                           |       | Hôtel de Ville               | -      |
| Aarau (Ville municipale)                 | Avoyer             | 1415                           |       | Hôtel de Ville               | -      |
| Lenzbourg (Ville municipale)             | Avoyer             | 1415                           |       | Hôtel de Ville               | -      |
| Brugg (Ville municipale)                 | Avoyer             | 1415                           |       | Hôtel de Ville               | -      |
| Berthoud                                 | Avoyer             | 1384                           |       | Château de Berthoud          | II     |
| Buren                                    | Avoyer             | 1393                           |       | Château de Buren             | III    |
| Unterseen                                | Avoyer             | 1397                           |       | Château d' Unterseen         | IV     |
| Wiedlisbach                              | Bailli             | 1463                           |       | Château Wiedlisbach          | IV     |
| Zweisimmen                               | Gouverneur         | 1383                           |       | Château Blankenbourg         | IV     |
| Wimmis                                   | Gouverneur         | 1339                           |       | Château de Wimmis            | III    |
| Frutigen                                 | Gouverneur         | 1400                           |       | Tellenburg                   | IV     |
| Oberhofen                                | Bailli             | 1652                           |       | Château d'Oberhofen          | IV     |
| Aigle                                    | Gouverneur         | 1475                           |       | Château d'Aigle              | III    |
| Hasli dans le Wyssland                   | Landammann         | 1334                           |       | -                            | -      |
| Trachselwald                             | Bailli             | 1408                           |       | Château de Trachselwald      | III    |
| Bipp                                     | Bailli             | 1407/1463                      |       | Château de Bipp              | I      |
| Aarwangen                                | Bailli             | 1432                           |       | Château d'Aarwangen          | I      |
| Wangen                                   | Bailli             | 1406                           |       | Château de Wangen            | I      |
| Landshout                                | Bailli             | 1514                           |       | Château de Landshut          | III    |
| Lenzbourg                                | Bailli             | 1442                           |       | Château de Lenzbourg         | I      |
| Schenkenberg                             | Bailli             | 1460                           |       | Château de Wildenstein       | III    |
| Aarberg                                  | Bailli             | 1376                           |       | Château d'Aarberg            | III    |
| Nidau                                    | Bailli             | 1388                           |       | Château de Nidau             | III    |
| Cerlier                                  | Bailli             | 1474                           |       | Château de Cerlier           | III    |
| Laupen                                   | Bailli             | 1324                           |       | Château de Laupen            | III    |
| Oltigen                                  | Bailli             | 1410                           |       | Château d'Oltigen            | -      |
| Signau                                   | Bailli             | 1529                           |       | Château de Signau            | III    |
| Biberstein                               | Bailli             | 1527/35                        |       | Château de Biberstein        | IV     |
| Aarbourg                                 | Commandant         | 1415                           |       | Château d'Aarbourg           | III    |
| Gessenay                                 | Bailli             | 1555                           |       | Château de Rougemont         | III    |
| Brandis                                  | Bailli             | 1607                           |       | Château de Brandis           | III    |
| Interlaken                               | Bailli             | 1528                           |       | Château d'Intlerlaken        | II     |
| Königsfelden                             | Gouverneur         | 1528                           |       | Hofmeisterei                 | I      |
| Thorberg                                 | Bailli             | 1528                           |       | Château de Thorberg          | II     |
| Fraubrunnen                              | Bailli             | 1528                           |       | Château de Fraubrunnen       | III    |
| Zofingue (couvent)                       | Gouverneur         | 1528                           |       | Intendance                   | III    |
| Hettiswil                                | Intendant          | 1528                           |       | Intendance                   |        |
| Frienisberg                              | Bailli             | 1528                           |       | Abbaye de Frienisberg        | II     |
| St. Jean                                 | Bailli             | 1528                           |       | Abbaye de St. Jean (Cerlier) | III    |
| Gottstatt                                | Bailli             | 1528                           |       | Abbaye de Gottstatt          | III    |
| Münchenbuchsee                           | bailli             | 1528                           |       | Château de Münchenbuchsee    | III    |
| Sumiswald                                | bailli             | 1698                           |       | Château Spittel              | III    |
| Commissaire général (finances anglaises) | commissaire        | 1722/1730                      |       | -                            |        |
| Roche                                    | Directeur des sels | 1731                           |       | Château de Roche             |        |
| Köniz                                    | Bailli             | 1729                           |       | Château de Köniz             |        |
| Casteln                                  | Bailli             | 1732                           |       | Château de Casteln           |        |

## Bailliages communs avec Fribourg
| Bailliage         | Bailli | Bailliage érigé/bernois depuis | Image | Siège                     | Classe |
| ----------------- | ------ | ------------------------------ | ----- | ------------------------- | ------ |
| Schwarzenbourg    | Bailli | 1423                           |       | Château de Schwarzenbourg | IV     |
| Morat             | Avoyer | 1476                           |       | Château de Morat          | IV     |
| Grandson          | Bailli | 1476                           |       | Château de Grandson       | III    |
| Echallens et Orbe | Bailli | 1484                           |       | Schloss Echallens         | IV     |

## Offices d'État
| Bailliage                | Bailli                       | Bailliage érigé/bernois depuis | Image | Siège                     | Classe |
| ------------------------ | ---------------------------- | ------------------------------ | ----- | ------------------------- | ------ |
| Intendance des bâtiments | Intendant                    | 1404                           |       | -                         |        |
| Direction des sels       | Directeur des sels de LL.EE. | 1690                           |       | -                         |        |
| Mushafen                 | Intendant                    | 1528                           |       | -                         | IV     |
| Stift                    | Gouverneur                   | 1528                           |       | Stift                     | II     |
| Intendance des graînes   | Intendant                    | 1617                           |       | -                         |        |
| Grand Hôpital            | Intendant                    | 1528–1716                      |       | Église française de Berne |        |
| Hôpital de l'Île         | Directeur                    | 1528–1715                      |       |                           |        |

## Bailliages dans le pays de Vaud
| Bailliage                   | Bailli     | Bailliage érigé/bernois depuis | Image | Siège                | Classe |
| --------------------------- | ---------- | ------------------------------ | ----- | -------------------- | ------ |
| Avenches                    | Bailli     | 1536                           |       | Château d'Avenches   | III    |
| Moudon                      | Bailli     | 1536                           |       | Château de Lucens    | II     |
| Yverdon                     | Bailli     | 1536                           |       | Château d'Yverdon    | III    |
| Lausanne                    | Bailli     | 1536                           |       | Château Saint-Maire  | II     |
| Morges                      | Bailli     | 1536                           |       | Château de Morges    | III    |
| Nyon                        | Bailli     | 1536                           |       | Château de Nyon      | III    |
| Vevey, jusqu'à 1735 Chillon | Bailli     | 1536                           |       |                      | IV     |
| Romainmôtier                | Bailli     | 1536                           |       | Prieuré              | I      |
| Oron                        | Bailli     | 1557                           |       | Château d'Oron       | III    |
| Payerne                     | Gouverneur | 1536                           |       | Abbatiale de Payerne | III    |
| Bonmont                     | Bailli     | 1711                           |       | Kloster Bonmont      | III    |
| Aubonne                     | Bailli     | 1701                           |       | Schloss Aubonne      | III    |
| Bailliages communs          |            |                                |       |                      |        |
| Baden                       | bailli     | 1415                           |       | Château de Baden     | V      |
| Thurgovie                   | bailli     | 1712                           |       |                      | V      |
| Freie Ämter                 | Bailli     | 1712                           |       |                      | V      |
| Val du Rhin                 | Bailli     | 1712                           |       |                      | V      |
| Comté de Sargans            | Bailli     | 1712                           |       | Château de Sargans   | V      |
| Locarno                     | Bailli     | 1512                           |       | Castello Visconteo   | V      |
| Lugano                      | Bailli     | 1512                           |       |                      | V      |
| Mendrisio                   | Bailli     | 1512                           |       |                      | V      |
| Vallemaggia                 | Bailli     | 1512                           |       |                      | V      |

## Territoires rendus à la suite dutraité de Lausanne (1564)
| Bailliage | Bailli | Bailliage érigé/bernois depuis | Image | Siège | Classe |
| --------- | ------ | ------------------------------ | ----- | ----- | ------ |
| Gex       | Bailli | 1536–1567                      |       |       |        |
| Ternier   | Bailli | 1536–1567                      |       |       |        |
| Thonon    | Bailli | 1536–1567                      |       |       |        |